# チャンドラー・カニンガムサウス
チャンドラー・カニンガムサウス（Chandler Cunningham-South、2003年3月18日 - ）は、プレミアシップハーレクインズに所属するラグビー選手。

## プロフィール
- イングランド・シドカップ出身[1]。
- ポジションはフランカー(FL)、ナンバーエイト(No8)。
- 身長: 193 cm、体重: 120 kg
- U20イングランド代表に選ばれたことがある[2]。
- イングランド代表キャップは5（2024年6月現在）。

## 略歴
ロンドン・アイリッシュを経て、2023年、ハーレクインズに加入。
2024年2月3日に行われたシックス・ネイションズ2024イタリア戦で途中出場でイタリア代表初キャップを獲得した。さらに同年6月22日に行われたリポビタンDチャレンジカップ2024日本代表戦にて先発出場で代表初トライをあげた。